# アリーナ・フェドロフツェワ
アリーナ・セルゲイヴナ・フェドロフツェワ（Арина Сергеевна Федоровцева、2004年1月19日）は、ロシアの女子バレーボール選手。ポジションはアウトサイドヒッター。ロシア代表。

## 来歴

### クラブチーム
モスクワ出身。ボート競技の選手で2004アテネ五輪金メダリストセルゲイ・フェドロフツェワの娘である。はじめは水泳をしていたが10歳のときにバレーボールに転向した。2018年にディナモ・カザンのユースチームに入団。2019/20シーズンはロシアリーグの12試合に出場した。同シーズンの優勝を果たした。2021/22シーズンよりトルコリーグの強豪フェネルバフチェ・ユニバーサルと契約した。2021年12月、FIVB世界クラブ選手権にて銅メダルを獲得し、自身もベストアウトサイドヒッター賞を受賞した。

### 代表チーム
2019年、彼女はアンダーカテゴリーの代表に選ばれた。同年のU-16欧州選手権では銅メダルを獲得し、自身もベストアウトサイドヒッター賞を受賞した。エジプトで開催されたU-18世界選手権に出場した。2020年にモンテネグロで開催されたU-17欧州選手権で金メダルを獲得し、大会MVPとベストアウトサイドヒッター賞に選ばれた。2021年、シニア代表に初招集される。同年のネーションズリーグでデビューを果たした。同年開催の東京2020オリンピックに出場し、ベストサーバー部門でトップの活躍をみせた。

## 球歴
- オリンピック - 2021年
- 欧州選手権 - 2021年
- ネーションズリーグ - 2021年

## 受賞歴
- 2019年 - U-16欧州選手権 ベストアウトサイドヒッター賞
- 2020年 - U-17欧州選手権 MVP、ベストアウトサイドヒッター賞
- 2021年 - 2020/21ロシアスーパーリーグ ベストサーバー賞
- 2021年 - FIVB世界クラブ選手権 ベストアウトサイドヒッター賞
- 2022年 - トルコ・スーパーカップ MVP
- 2023年 - 2022/23トルコリーグ ベストアウトサイドヒッター賞

## 所属クラブ
- ディナモ・カザン（2019-2021年）
- フェネルバフチェ（2021年-）
  -  上海女排（2024年）